# アース (バンド)

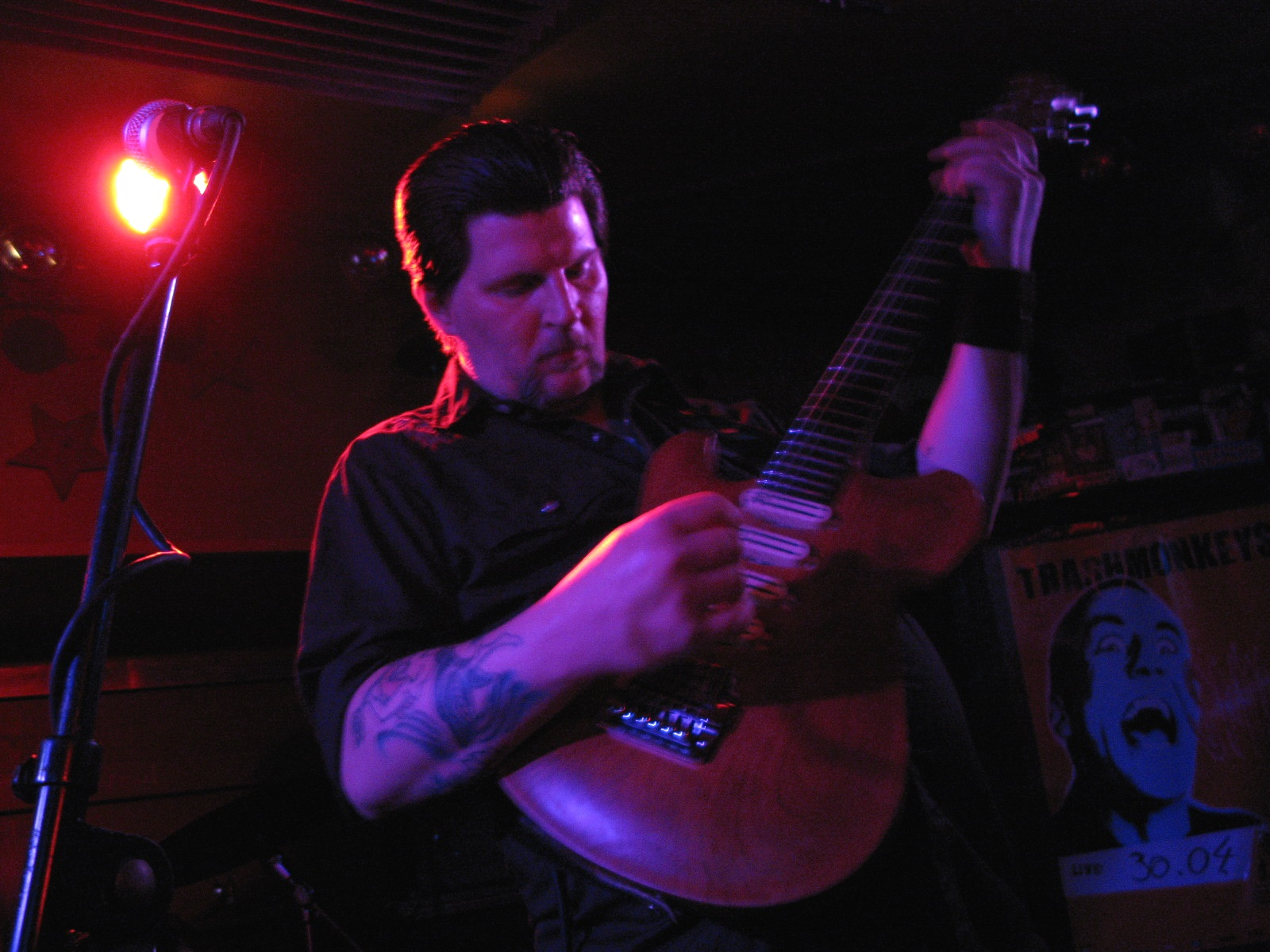
ハンブルクで演奏するディラン・カールソン（2009年）

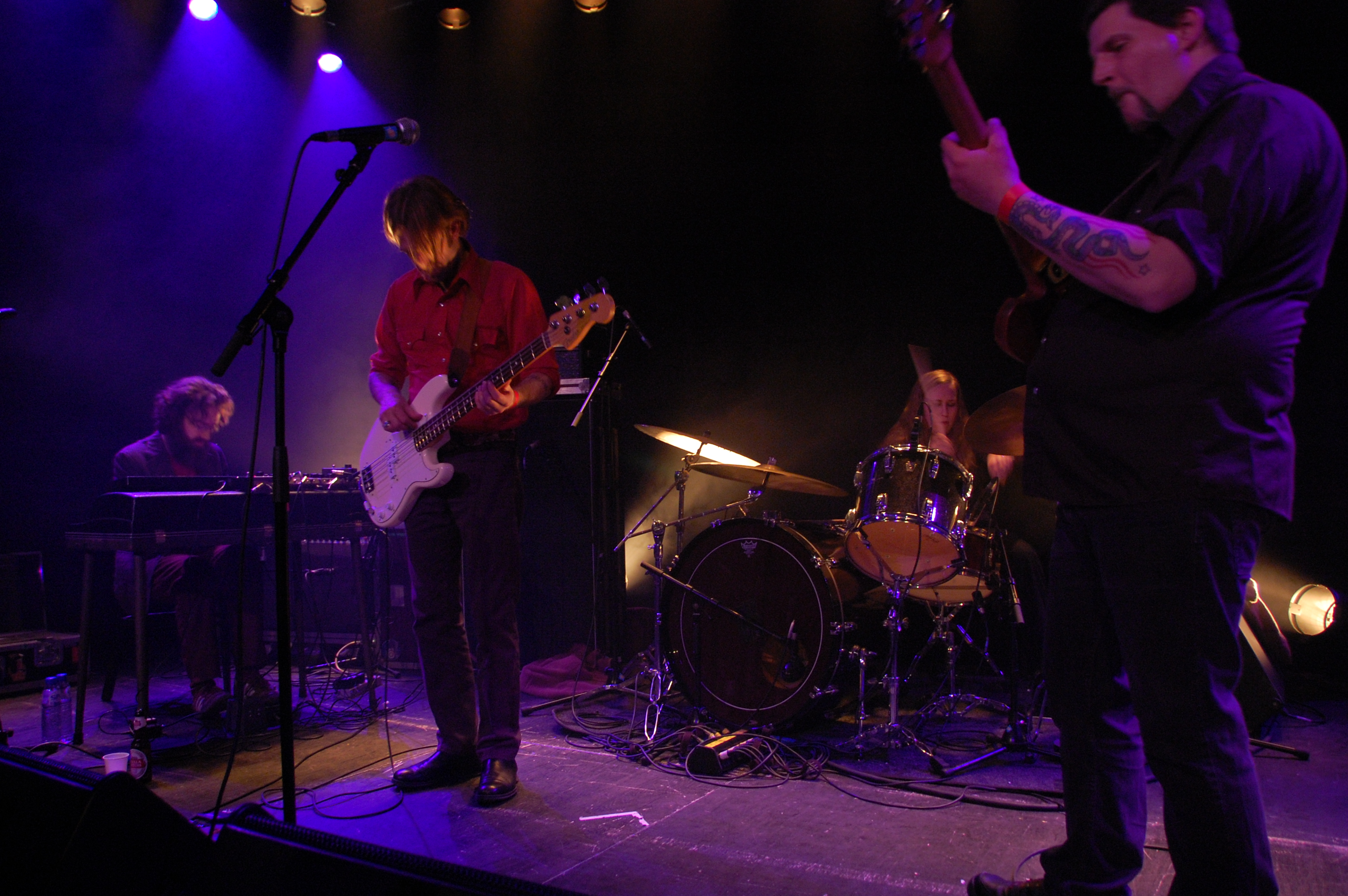
左から、スティーヴ・ムーア、ドン・マクグリーヴィ、エイドリアン・デイヴィス、ディラン・カールソン（2009年）

アース（Earth）は、アメリカ合衆国ワシントン州シアトルを拠点に活動している音楽グループ。1989年、ギタリストのディラン・カールソンが結成した。
ドローン・メタルのパイオニア的な存在として知られている。

## 概要
バンド名は、ブラック・サバスの前身バンド「アース」に由来する。
ディラン・カールソンのドラッグ問題などにより1997年から2005年までスタジオ・アルバムのリリースが途絶えたが、Sunn O)))のサザンロード・レコーズから『Hex; Or Printing in the Infernal Method Released』をリリースして復活した。

## カート・コバーンとの交流
同じくシアトルを拠点としていたニルヴァーナのカート・コバーンが『Sunn Amps and Smashed Guitars』の「Divine and Bright」にボーカルでゲスト参加している。
カート・コバーンが自殺の際に使用したショットガンは、ディラン・カールソンが購入したものだという。

## メンバー

### 現在のメンバー
- ディラン・カールソン (Dylan Carlson) – ギター
- エイドリアン・デイヴィス (Adrienne Davies) – ドラム

### 旧メンバー
- スリム・ムーン (Slim Moon) – ボーカル
- グレッグ・バビオー (Greg Babior) – ギター
- ジョー・プレストン (Joe Preston) – ベース、パーカッション ※脱退後、メルヴィンズやハイ・オン・ファイアに在籍
- イアン・ディクソン (Ian Dickson) – ギター、ベース
- デイヴ・ハーウェル (Dave Harwell) – ベース
- ジョン・シュラー (John Schuller) – フェンダー・プレシジョンベース
- ショーン・マクエリゴット (Sean McElligot) – ギター
- マイケル・マクダニエル (Michael McDaniel) – ドラム
- ジョナス・ハスキンス (Jonas Haskins) – バリトン・ギター
- ドン・マクグリーヴィ (Don McGreevy) – ベース
- スティーヴ・ムーア (Steve "Stebmo" Moore) – エレクトリック・ピアノ、トロンボーン
- ロリ・ゴールドストン (Lori Goldston) – チェロ ※ニルヴァーナの『MTV・アンプラグド・イン・ニューヨーク』に参加
- カール・ブラウ (Karl Blau) – ベース
- アンジェリーナ・バルドス (Angelina Baldoz) – ベース (ツアーメンバー)

## ディスコグラフィ

### スタジオ・アルバム
- 『アース2』 - Earth 2: Special Low-Frequency Version (1993年)
- 『フェーズ3: スローンズ・アンド・ドミニオンズ』 - Phase 3: Thrones and Dominions (1995年)
- 『ペンタスター: イン・ザ・スタイル・オブ・デーモンズ』 - Pentastar: In the Style of Demons (1996年)
- Hex; Or Printing in the Infernal Method (2005年)
- 『ザ・ビーズ・メイド・ハニー・イン・ザ・ライオンズ・スカル』 - The Bees Made Honey in the Lion's Skull (2008年)
- 『エンジェルズ・オブ・ダークネス、ディーモンズ・オブ・ライト 1』 - Angels of Darkness, Demons of Light I (2011年)
- 『エンジェルズ・オブ・ダークネス、ディーモンズ・オブ・ライト 2』 - Angels of Darkness, Demons of Light II (2012年)
- 『プリミティヴ・アンド・デッドリー』 - Primitive and Deadly (2014年)
- 『フル・アポン・ハー・バーニング・リップス』 - Full upon Her Burning Lips (2019年)[1]

コラボレーション
- The Bug & Earth: Concrete Desert (2017年)

### ライブ・アルバム
- Sunn Amps and Smashed Guitars (1995年)
- 070796 Live (2003年)
- Living in the Gleam of an Unsheathed Sword (2005年)
- Live Hex: In a Large City on the North American Continent (2006年)
- Live Europe 2006 (2007年)
- Radio Live 2007 – 2008 (2008年)
- Live at Third Man Records (2017年)

### リミックス・アルバム
- Legacy of Dissolution (2005年)

### EP
- Extra-Capsular Extraction (1991年)
- Divine and Bright (2003年)
- Hibernaculum (2007年)

### スプリット
- Earth / KK Null (2003年)
- Angel Coma (2006年) ※Sunn O)))とのスプリット
- Earth / Tribes of Neurot (2007年)
- Earth / Sir Richard Bishop (2008年)

### コンピレーション・アルバム
- 『ア・ビューロークラティック・ディザイアー・フォー・カプセラー・エクストラクション』 - A Bureaucratic Desire for Extra-Capsular Extraction (2010年)

### ミュージック・ビデオ
- "Tallahassee" (1996年)